# Ткаченко, Василий Иванович
Василий Иванович Ткаченко (1921—1996) — полковник Советской Армии, участник Великой Отечественной войны, Герой Советского Союза (1945).

## Биография
Василий Ткаченко родился 10 июля 1921 года в селе Бровково (ныне — Кировоградской области Украины). После окончания семи классов школы проживал и работал в Макеевке. В 1940 году Ткаченко был призван на службу в Рабоче-крестьянскую Красную Армию. В 1941 году он окончил школу погранвойск НКВД СССР. С начала Великой Отечественной войны — на её фронтах.
К апрелю 1945 года капитан Василий Ткаченко командовал мотострелковым батальоном 70-й механизированной бригады 9-го механизированного корпуса 3-й гвардейской танковой армии 1-го Украинского фронта. Отличился во время штурма Берлина. В апреле 1945 года батальон Ткаченко одним из первых ворвался в Берлин и принял активное участие в боях за город, нанеся противнику большие потери, ещё 340 солдат и офицеров взял в плен.
Указом Президиума Верховного Совета СССР от 27 июня 1945 года капитан Василий Ткаченко был удостоен высокого звания Героя Советского Союза с вручением ордена Ленина и медали «Золотая Звезда».
После окончания войны Ткаченко продолжил службу в Советской Армии. В 1947 году он окончил курсы «Выстрел». В 1974 году в звании полковника Ткаченко был уволен в запас. Проживал в Санкт-Петербурге. Скончался в 2007 году, похоронен в деревне Колтуши Всеволожского района Ленинградской области на Колтушской возвышенности (объект Всемирного наследия ЮНЕСКО) около Пундоловского кладбища.
Был также награждён орденом Красного Знамени, орденом Отечественной войны 1-й степени, двумя орденами Отечественной войны 2-й степени, орденом Красной Звезды и рядом медалей.